# Adolphe Gumery
Pour les articles homonymes, voir Gumery (homonymie).
Adolphe Ernest Gumery, né le 5 avril 1861 à Paris 7e et mort le 5 janvier 1943 à Paris 16e, est un peintre français.

## Biographie
Adolphe Gumery est le fils du sculpteur Charles Gumery. Après des études au lycée Henri IV, il entre en 1882 à l'École nationale des beaux-arts où il est l'élève de Gustave Boulanger et Jules Lefebvre, et fréquente Émile Zola, se rendant notamment aux Soirées de Médan.
Il est l'ami de Raymond Woog avec qui en 1910 il effectue un voyage en Espagne dans le cadre de la course Paris-Madrid. Il rencontre Georges Izambard en 1912 à la chartreuse de Neuville-sous-Montreuil, où il passe l'été comme d'autres artistes avec sa famille.
Il va fréquemment à Yport durant la Première Guerre mondiale et peint une série de toiles sur les falaises. En 1918, il expose au Salo un grand tableau Portraits sur la plage peint en 1916 qui représente un groupe de peintres et de poètes comme lui en villégiature à Yport, mais cette toile est aujourd'hui disparue.
Il est resté un peintre académique, peignant de nombreux portraits, mais aussi des scènes de nature, notamment en Creuse, Normandie, Bretagne et Afrique du Nord, même s'il a fréquenté les peintres d'avant-garde de son époque.
Il est l'un des douze illustrateurs de l'Hommage des artistes à Picquart (1899).
Il est inhumé au cimetière de Montmartre (division 8).

## Postérité
Depuis le début des années 2000, une association réunit les « Amis du peintre Adolphe Gumery ». Elle expose régulièrement l'œuvre du peintre dans différents Salons et expositions et a également organisé deux retrospectives consacrées exclusivement à Adolphe Gumery, l'une en 2002, à la Fondation Taylor dans le 9e arrondissement de Paris et, l'autre en 2006, à la Mairie du 16e arrondissement de Paris, d'où est originaire la famille du peintre. Il habitait au 56, rue de Passy (plaque dans la cour).

## Collections publiques

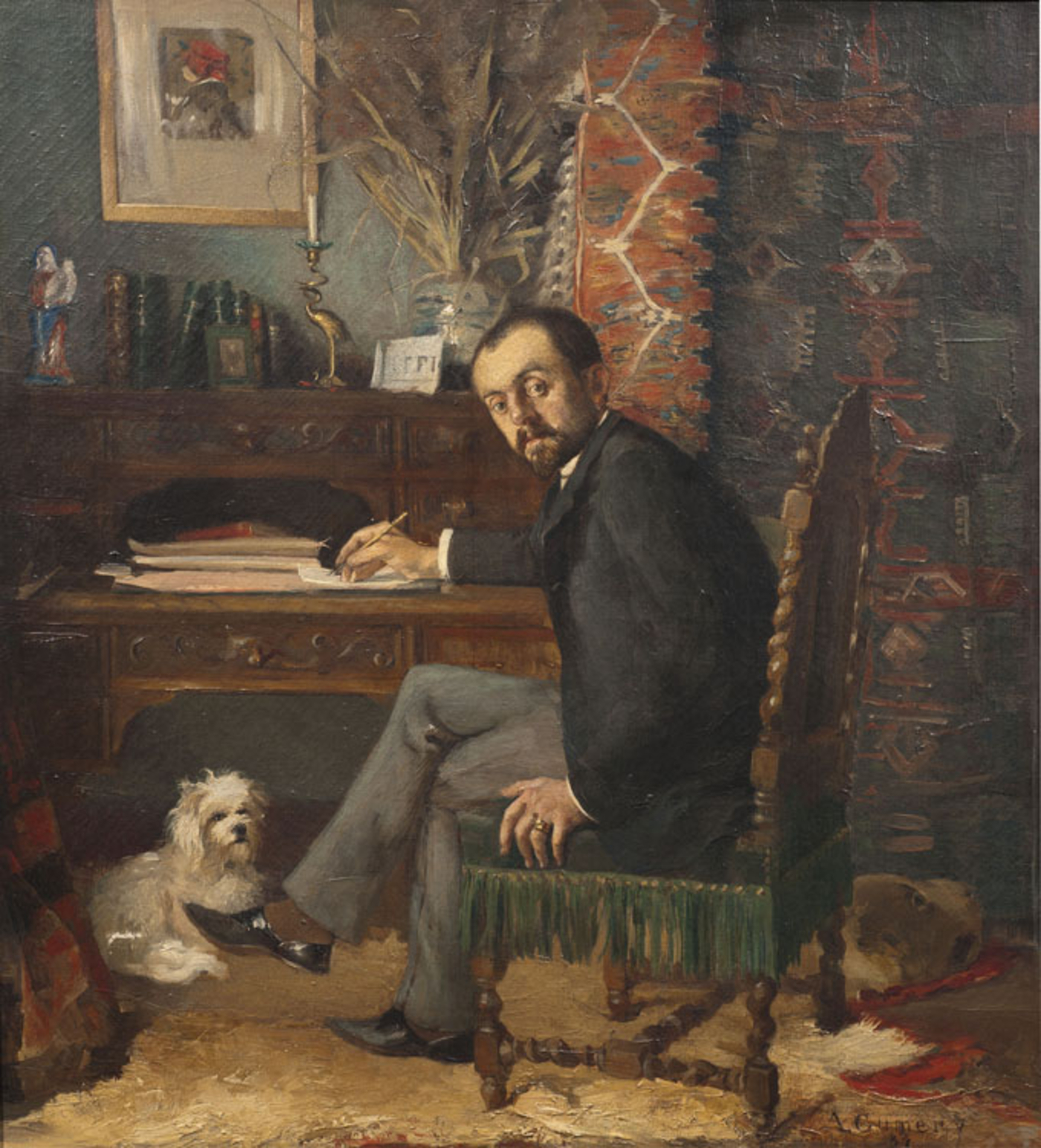
Portrait de Joris-Karl Huysmans, 1884).

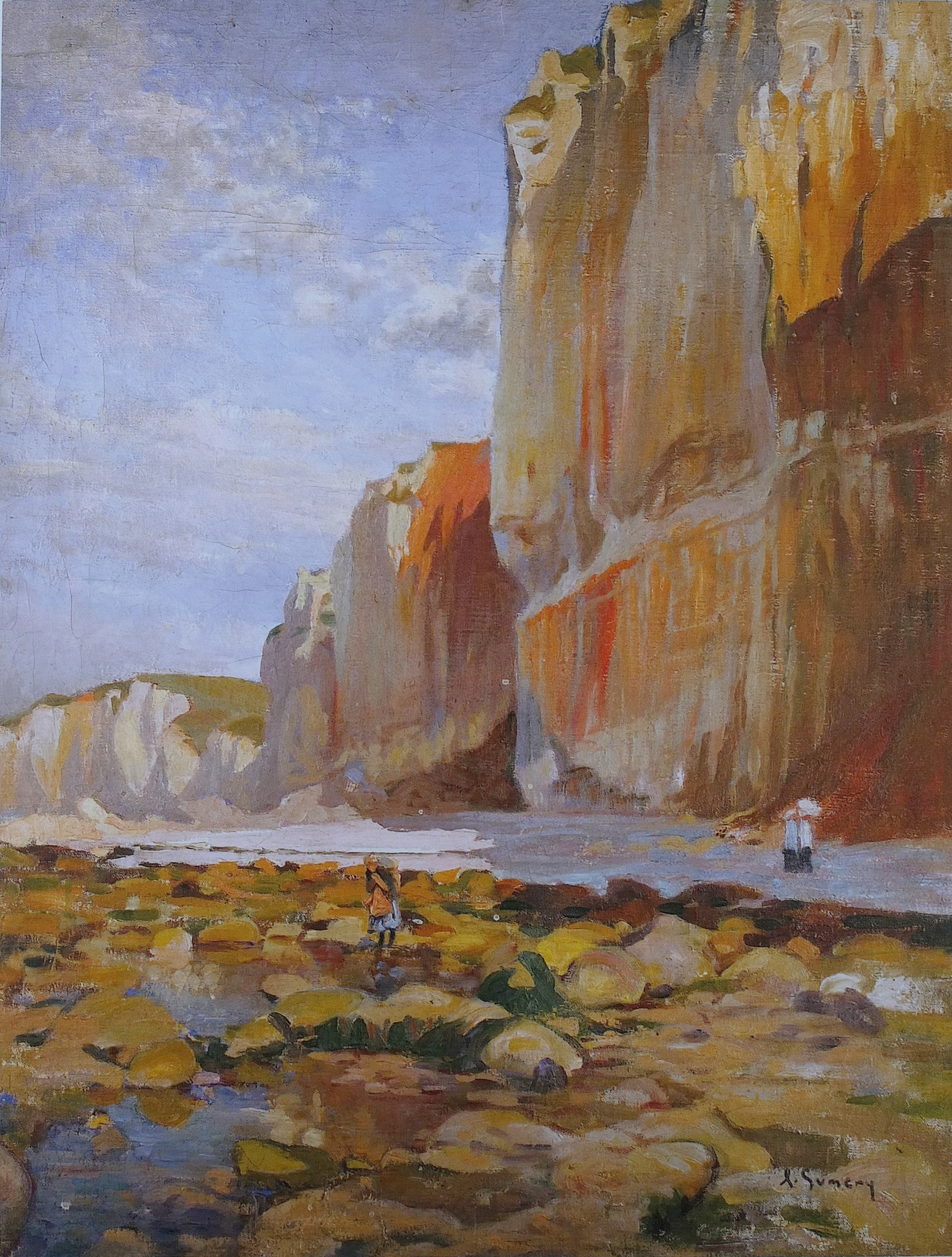
La grande falaise d'Yport en ocre, 1915. Les Pêcheries, musée de Fécamp.

De nombreuses œuvres sont conservés dans des collections publiques françaises et étrangères.
- Paris, musée d'Orsay : Les Hospitalisés
- Paris, Département des arts graphiques du musée du Louvre : quarante dessins et croquis
- Boulogne-Billancourt, musée des Années Trente :
  - Le Voyage, grand prix Gillot-Dard en 1931
  - Portrait de Madeleine Gumery, en jupe longue rayée
- Musée des beaux-arts de Brest :
  - M. et Mme Cornillier à Rochefort en Terre
  - Portrait de Mme Cornillier à Rochefort-en-Terre
- Musée départemental breton de Quimper :
  - Pierre Loti et Pierre Le Cor sur la tombe d'Yvonne (1923)
- Douai, musée de la Chartreuse :
  - La Glace
  - Les Amateurs (Promenoir supérieur aux concerts Lamoureux)
  - Chercheuse de poux en Bretagne
- Fécamp, Les Pêcheries, Musée de Fécamp
  - La grande Falaise d'Yport en bleu (1915)
  - La grande Falaise d'Yport en ocre (1915)
  - Mer bleue et goémon (1915)
  - Adrienne Gumery sur la plage d'Yport en deuil de ses fils (1917)
  - La rade d’Yport (1917)
  - Champ de coquelicots en Beauce (1936)
- Musée de Narbonne :
  - Lavandière[5]
- Musée départemental d'art ancien et contemporain d'Épinal :
  - Départ pour la fête (1883)

Un site Internet, tenu par l'Association des Amis du peintre Adolphe Gumery, présente de nombreuses œuvres d'Adolphe Gumery.